# Leptorhaphis lucida
Leptorhaphis lucida är en lavart som beskrevs av Gustav Wilhelm Körber. Leptorhaphis lucida ingår i släktet Leptorhaphis, och familjen Naetrocymbaceae. Det är osäkert om arten förekommer i Sverige.